# Brady Murray
Brady Murray (Brandon, 17 agosto 1984) è un hockeista su ghiaccio canadese naturalizzato statunitense che gioca come attaccante. È il fratello di Jordy Murray.

## Statistiche
Statistiche aggiornate a giugno 2013.

### Club
| Stagione | Squadra                         | Stagione regolare | Stagione regolare | Stagione regolare | Stagione regolare | Stagione regolare | Stagione regolare | Playoff | Playoff | Playoff | Playoff | Playoff |
| Stagione | Squadra                         | Lega              | P                 | G                 | A                 | Pt                | PIM               | P       | G       | A       | Pt      | PIM     |
| -------- | ------------------------------- | ----------------- | ----------------- | ----------------- | ----------------- | ----------------- | ----------------- | ------- | ------- | ------- | ------- | ------- |
| 2001-02  | Shattuck St. Mary's Midget Prep | USHS              | 60                | 58                | 92                | 150               | 50                |         |         |         |         |         |
| 2002-03  | Salmon Arm SilverBacks          | BCHL              | 59                | 42                | 59                | 101               | 30                |         |         |         |         |         |
| 2003-04  | Univ. of North Dakota           | NCAA              | 37                | 19                | 27                | 46                | 32                |         |         |         |         |         |
| 2004-05  | Univ. of North Dakota           | NCAA              | 25                | 8                 | 12                | 20                | 22                |         |         |         |         |         |
| 2005-06  | Rapperswil                      | NLA               | 36                | 3                 | 9                 | 12                | 26                | 10      | 3       | 2       | 5       | 10      |
| 2006-07  | Rapperswil                      | NLA               | 38                | 12                | 20                | 32                | 38                | 7       | 4       | 2       | 6       | 6       |
| 2007-08  | Manchester Monarchs             | AHL               | 58                | 14                | 13                | 27                | 50                | 4       | 1       | 0       | 1       | 2       |
|          | Los Angeles Kings               | NHL               | 4                 | 1                 | 0                 | 1                 | 6                 | -       | -       | -       | -       | -       |
| 2008-09  | Lugano                          | NLA               | 36                | 26                | 15                | 41                | 26                | 7       | 1       | 2       | 3       | 0       |
| 2009-10  | Lugano                          | NLA               | 47                | 6                 | 13                | 19                | 12                | 4       | 1       | 0       | 1       | 2       |
| 2010-11  | Lugano                          | NLA               | 25                | 5                 | 5                 | 10                | 10                | -       | -       | -       | -       | -       |
|          |                                 | Playout           | 4                 | 2                 | 1                 | 3                 | 0                 | -       | -       | -       | -       | -       |
| 2011-12  | Lugano                          | NLA               | 23                | 6                 | 9                 | 15                | 12                | 6       | 3       | 2       | 5       | 6       |
| 2012-13  | Lugano                          | NLA               | 0                 | -                 | -                 | -                 | -                 | 0       | -       | -       | -       | -       |
| 2013-14  | Lugano                          | NLA               | 0                 | 0                 | 0                 | 0                 | 0                 |         |         |         |         |         |

### Nazionale
| Stagione | Livello | Risultati    | Risultati | Risultati | Risultati | Risultati | Risultati |
| Stagione | Livello | Competizione | P         | G         | A         | Pt        | PIM       |
| -------- | ------- | ------------ | --------- | --------- | --------- | --------- | --------- |
| 2003-04  | USA U20 | WJC-20       | 6         | 2         | 0         | 2         | 0         |

## Palmarès

### Nazionale
- Campionato del mondo U-20: 1

 Stati Uniti U-20: 2004

### Individuale
- National Collegiate Athletic Association:

2003-04: All-Rookie Team
2003-04: Rookie of the Year
- Lega Nazionale A:

2005-06: Best Rookie (12)
2008-09: Most Goals (26)